# Лазарев, Венедикт Михайлович
Венедикт Михайлович Лазарев (23 февраля (8 марта) 1911 года, дер. Белоглазово, Барнаульский уезд, Томская губерния — 28 июня 1984 года, Москва) — советский военный деятель, генерал-лейтенант (1963).

## Начальная биография
Родился 23 февраля (8 марта) 1911 года в деревне Белоглазово ныне Шипуновского района Алтайского края. Работал мастером на мясокомбинате в Барнауле, а с января 1929 года — в Джаркенте.

## Военная служба

### Межвоенное время
В октябре 1930 года призван в ряды РККА и направлен в 82-й кавалерийский полк (8-я Туркестанская кавалерийская бригада, Среднеазиатский военный округ), где в период с января по сентябрь 1931 года учился в полковой школе, после окончания которой служил в составе того же полка на должностях командира отделения и помощника командира взвода. В августе — ноябре 1931 года принимал участие в боевых действиях по ликвидации басмачества на территории Таджикистана.
В 1932 году вступил в ряды ВКП(б). В июле того же года направлен на учёбу в Объединённую Среднеазиатскую военную школу имени В. И. Ленина, после окончания которой в ноябре 1935 года назначен на должность командира взвода полковой школы в составе 82-го кавалерийского полка (8-я горнокавалерийская дивизия) в Фергане, в ноябре 1937 года — на должность командира полуэскадрона в 81-м кавалерийском полку (20-я горнокавалерийская дивизия) в Термезе, в январе 1939 года — на должность командира эскадрона в 83-м горнокавалерийском полку, дислоцированном в Кушке и Марах, в августе 1940 года — на должность помощника начальника штаба 135-го кавалерийского полка (18-я горнокавалерийская дивизия), а в ноябре — на должность помощника начальника 1-го (оперативного) отделения штаба 18-й горнокавалерийской дивизии.

### Великая Отечественная война
С началом войны находился на прежней должности.
В сентябре 1941 года направлен на учёбу на ускоренный курс Военной академии имени М. В. Фрунзе, после окончания которого в сентябре 1942 года назначен на должность начальника штаба 87-го гвардейского стрелкового полка (29-я гвардейская стрелковая дивизия, 5-я армия), после чего принимал участие в боевых действиях на смоленском направлении. 25 января 1943 года назначен на должность командира 93-го гвардейского стрелкового полка в составе той же дивизии, после чего принимал участие в ходе Ржевско-Вяземской, Смоленской, Ельнинско-Дорогобужской наступательных операций и освобождении городов Гжатск и Ельня.
В мае 1944 года подполковник В. М. Лазарев назначен на должность заместителя командира 29-й гвардейской стрелковой дивизии, которая вела боевые действия в ходе Режицко-Двинской наступательной операции. 12 августа назначен на должность командира этой же дивизии, которая вскоре принимала участие в ходе Рижской наступательной операции, в освобождении Риги и боевых действиях против курляндской группировки войск противника.

### Послевоенная карьера
После окончания войны находился на прежней должности.
В феврале 1946 года направлен на учёбу в Высшую военную академию имени К. Е. Ворошилова, после окончания которой в феврале 1948 года назначен на должность командира 38-й гвардейской стрелковой бригады, которая в сентябре 1949 года — на должность заместителя командира 48-й гвардейской стрелковой дивизии (Белорусский военный округ).
В феврале 1950 года переведён Западно-Сибирский военный округ, где назначен на должность командира 24-й стрелковой бригады, в октябре 1953 года — на должность командира 85-й стрелковой дивизии, а в марте 1955 года — на должность командира 18-го гвардейского стрелкового корпуса, который в июле 1957 года был переименован в 18-й гвардейский армейский.
В январе 1959 года был делегатом XXI съезда КПСС с правом совещательного голоса.
С сентября 1960 года служил на должностях заместителя командующего и начальника Управления боевой подготовки Южной группы войск, а с сентября 1964 года — на должностях заместителя командующего по боевой подготовке и начальника отдела боевой подготовки этой же группы войск.
С 23 июня 1966 года находился в распоряжении начальника Гражданской обороны СССР и в августе того же года назначен на должность помощника командующего войсками Московского военного округа по гражданской обороне и начальника отдела боевой мобилизационной подготовки частей.
В 1967 году окончил двухмесячные Высшие центральные офицерские курсы Гражданской обороны СССР. В марте того же года назначен 1-м заместителем начальника штаба Центральной оперативной зоны Гражданской обороны.
1 апреля 1970 года вышел в запас в звании генерал-лейтенанта. Умер 28 июня 1984 года в Москве.

## Звания
- генерал-майор (1953)
- генерал-лейтенант (1963)

## Награды
- Орден Ленина (30.12.1956);
- Три ордена Красного Знамени (07.03.1943, 06.06.1945, 17.05.1951);
- Орден Кутузова 2 степени (17.10.1944);
- Орден Суворова 3 степени (03.04.1943);
- Два ордена Красной Звезды (16.09.1943, 06.05.1946);
- Медали.